# Erich Schulz

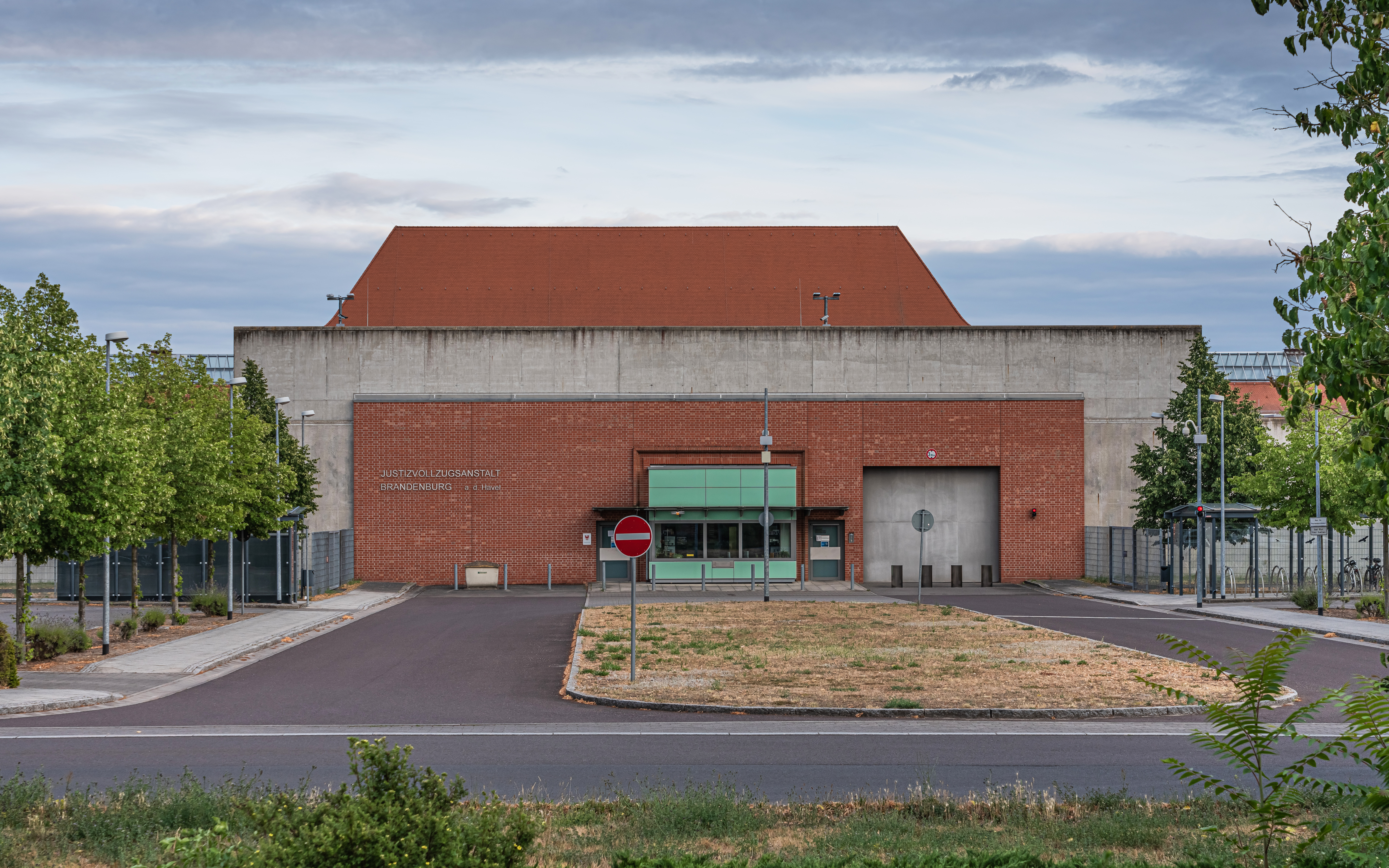
Główny budynek więzienia Brandenburg-Görden, w którym więziono Schulza

Erich Schulz (ur. 28 października 1907 we Frankfurcie nad Odrą, zm. 29 czerwca 1944) – niemiecki działacz komunistyczny, ofiara reżimu nazistowskiego, w 2010 uhonorowany w Słubicach tzw. „kamieniem pamięci”.
Z zawodu robotnik. Od 1923 działacz Komunistycznej Partii Niemiec (KPD). Po raz pierwszy został aresztowany 19 czerwca 1933. Po 1933 zaangażował się w tworzenie struktur nielegalnej partii komunistycznej na terenie okolic Frankfurtu nad Odrą, w tzw. powiecie zachodniotorzymskim. Przewodniczący organizacji Kampfbund gegen den Faschismus we Frankfurcie nad Odrą. W latach 1935–1936 instruktor w podokręgu Cybinka (Ziebingen).
Aresztowany ponownie 26 marca 1936 i podczas procesu 5–6 stycznia 1937 skazany na 5 lat pozbawienia wolności. W latach 1936–1941 więziony kolejno w Brandenburg-Görden, w kamieniołomach na terenie Bawarii, a także w obozie Aschendorfermoor (Emsland). Po zwolnieniu w 1941 pozostawał pod nadzorem policyjnym Gestapo, włącznie z obowiązkiem cotygodniowego meldowania się.
29 czerwca 1944 Schulz został zamordowany, a 1 lipca 1944 jego ciało znaleziono w wodach Odry. Śmierć oficjalnie została uznana za samobójstwo, jednak na twarzy denata widoczne były liczne ślady pobicia. 6 lipca 2010 przed byłym domem Schulza przy ul. Sienkiewicza 46 w Słubicach (dawniej Schützenstr. 46) odsłonięto tzw. kamień pamięci poświęcony jego osobie jako ofierze reżimu nazistowskiego. Na uroczystości obecni byli przedstawiciele samorządu, środowisk historycznych oraz córka upamiętnionego.